# Allium makrianum
Allium makrianum — вид рослин з родини амарилісових (Amaryllidaceae); ендемік Греції.

## Опис
Цибулина яйцювата, 10–22 × 7–16 мм; зовнішні оболонки білуваті. Стеблина заввишки 10–40 см, циліндрична, гола, прямовисна, вкрита листовими піхвами на 4/5 довжини. Листків 5, зелені, півкруглі в розрізі, 5–25 см × 1.8–2.3 мм, повністю волосисті з волосками завдовжки 1–2 мм. Суцвіття нещільне, 10–25-квіткове; квітконіжки нерівні, завдовжки 7–40 мм. Оцвітина дзвінчаста; її листочки рівні, зеленувато-білі з пурпуруватим відтінком і з пурпурувато-зеленою серединною жилкою, еліптичні, округлі на верхівці, 5–6 мм у довжину; зовнішні — 2–2.5 мм ушир; внутрішні — 2.3–2.7 мм ушир. Тичинкові нитки пурпуруваті зверху й білі знизу. Пиляки солом'яно-жовті. Коробочка триклапанна, зворотно-яйцювата, зелена 4.5–4.8 × 3.3–3.5 мм. 2n=16.

## Поширення
Ендемік Греції — о. Хіос, Східно-Егейські острови. Зростає у гаригах з тернистими чагарниками Sarcopoterium spinosum і Astragalus ptilodes на карбонатному субстраті.

## Загрози й охорона
У північній частині острова загрозою є перевипас, у південній — деградація середовища проживання.
Немає заходів щодо збереження, спрямованих на вид, але його ареал лежить у межах ділянки Natura 2000 GR4130001 "Voreia Chios Kai Nisoi Oinousses Kai Paraktia Thalassia Zoni".